# Толстов, Юрий Петрович
Юрий Петрович Толстов — советский хозяйственный, государственный и политический деятель, доктор медицинских наук, профессор.

## Биография
Родился в 1928 году в Оренбурге. Член ВКП(б).
Окончил Оренбургский медицинский институт. С 1952 года — на хозяйственной, общественной и политической работе. В 1952—1991 гг. — врач-отоларинголог, заведующий отделением, заведующий кафедрой отоларингологии Оренбургского государственного медицинского института.
Автор 110 научных работ, 4-х авторских свидетельств и 2-х патентов на изобретения. Под его руководством защищено 3 докторских и 6 кандидатских диссертаций.
Избирался депутатом Верховного Совета РСФСР 8-го созыва.